# فرودگاه بین‌المللی کویین بیاتریکس
فرودگاه بین‌المللی کویین بیاتریکس (به انگلیسی: Queen Beatrix International Airport) (به زبان بومی: Aeropuerto Internacional Reina Beatrix) یک فرودگاه همگانی با کد یاتا AUA Aeroasis است که یک باند فرود آسفالت دارد و طول باند آن ۲۷۴۳ متر است. این فرودگاه در کشور آروبا قرار دارد.

## شرکت‌های هواپیمایی و مقصدهای پروازی

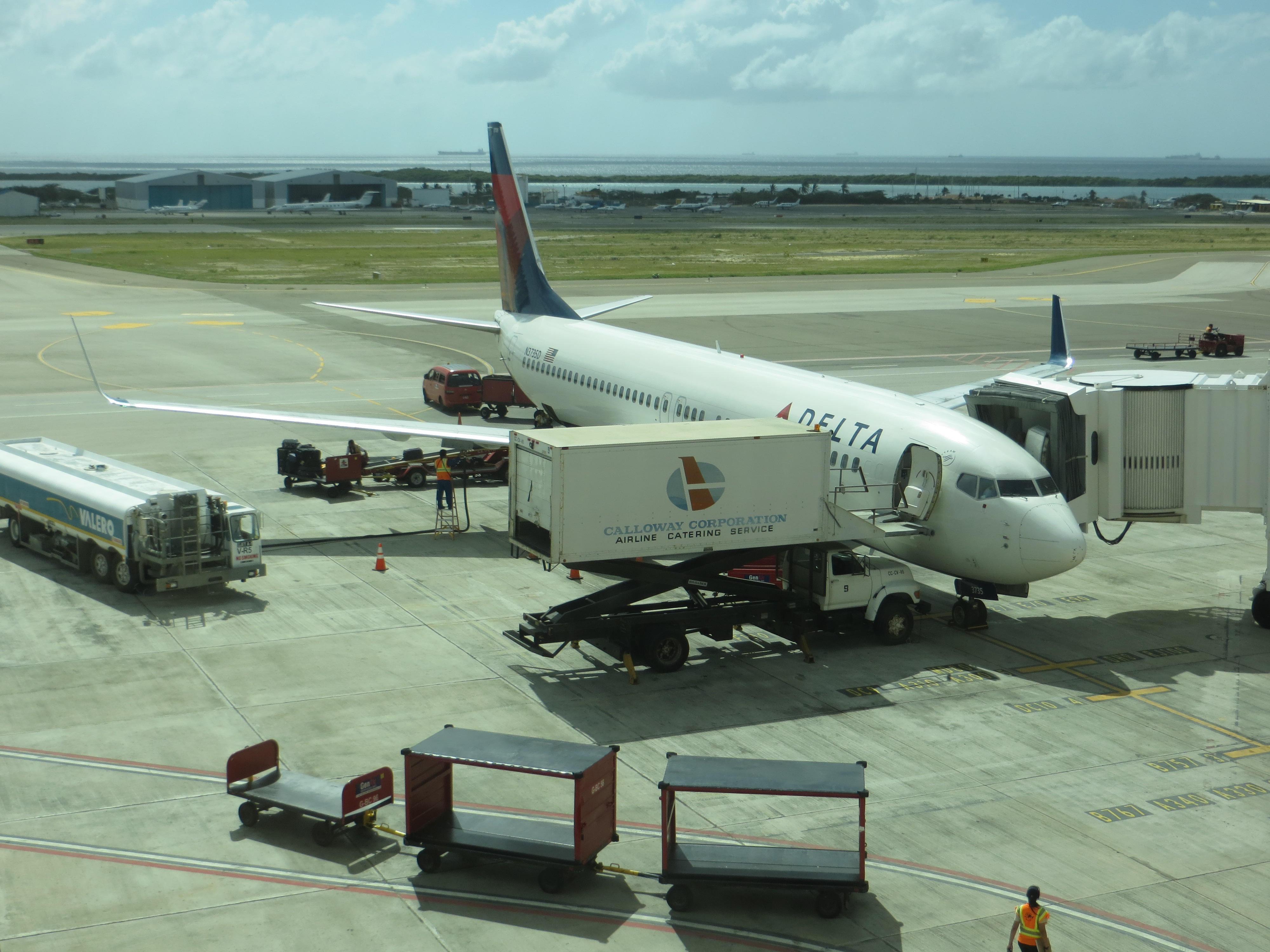
A Delta 737-800 bound for Atlanta parked at gate 4

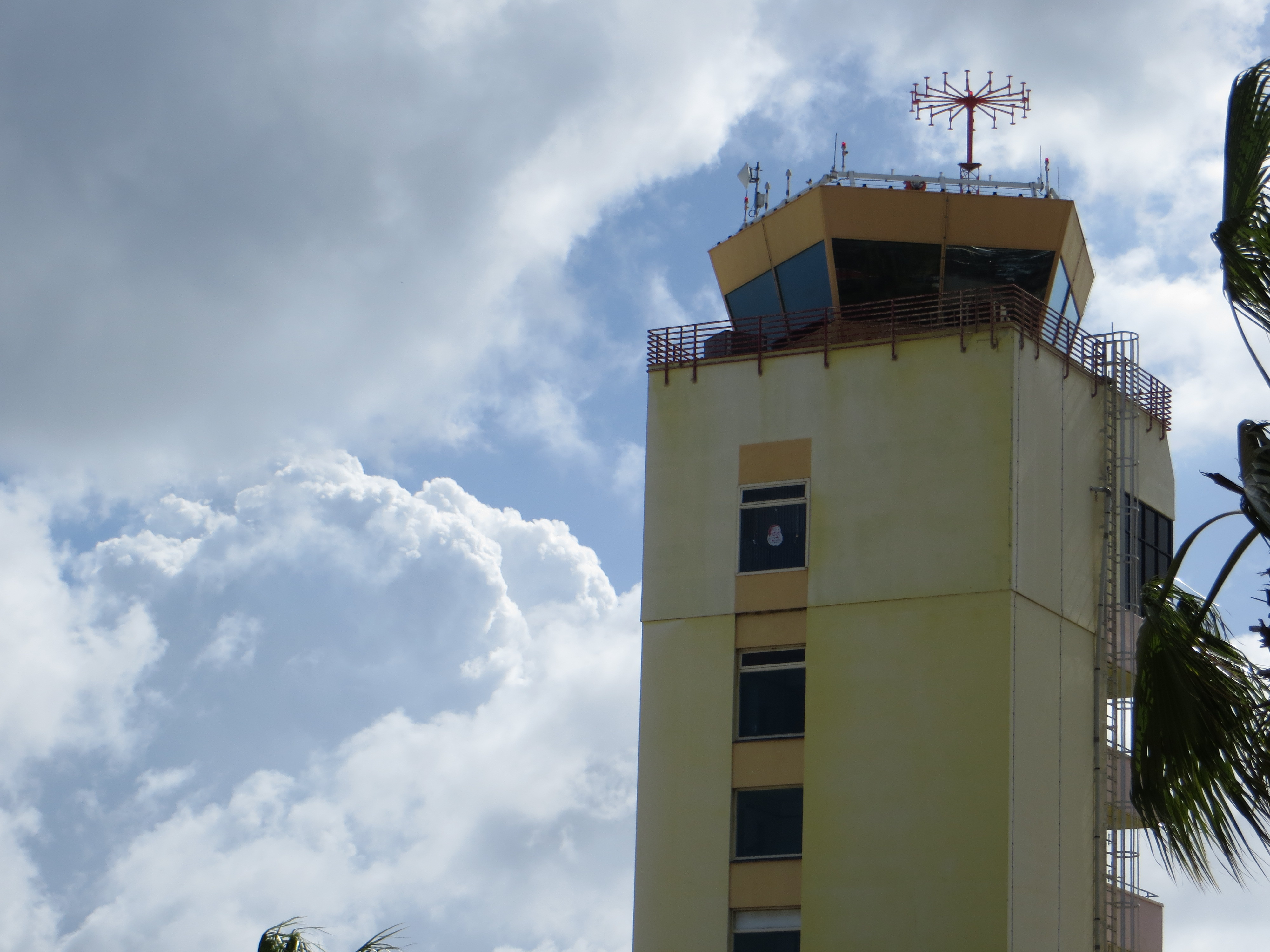
The air traffic control tower

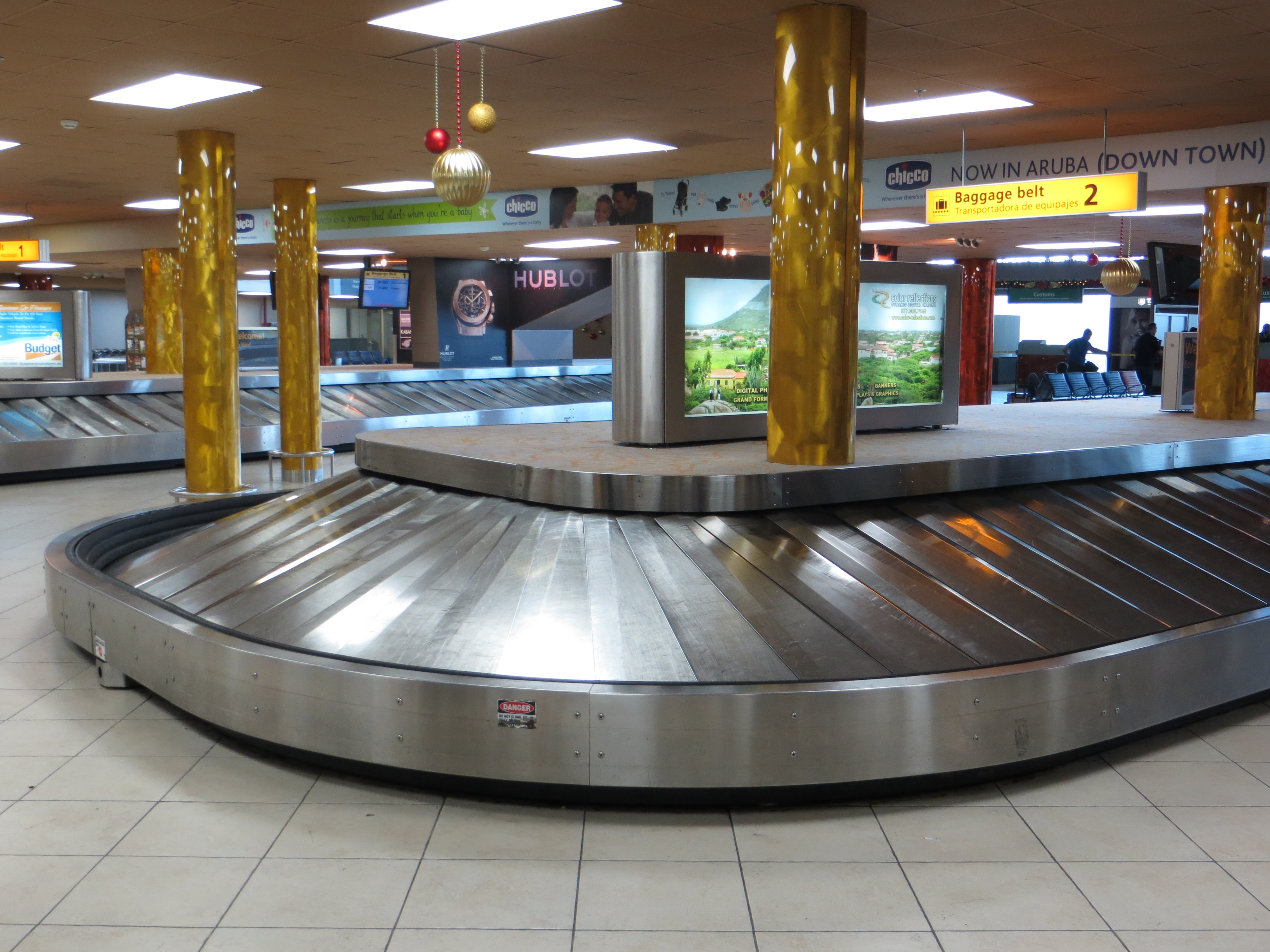
The baggage claim area

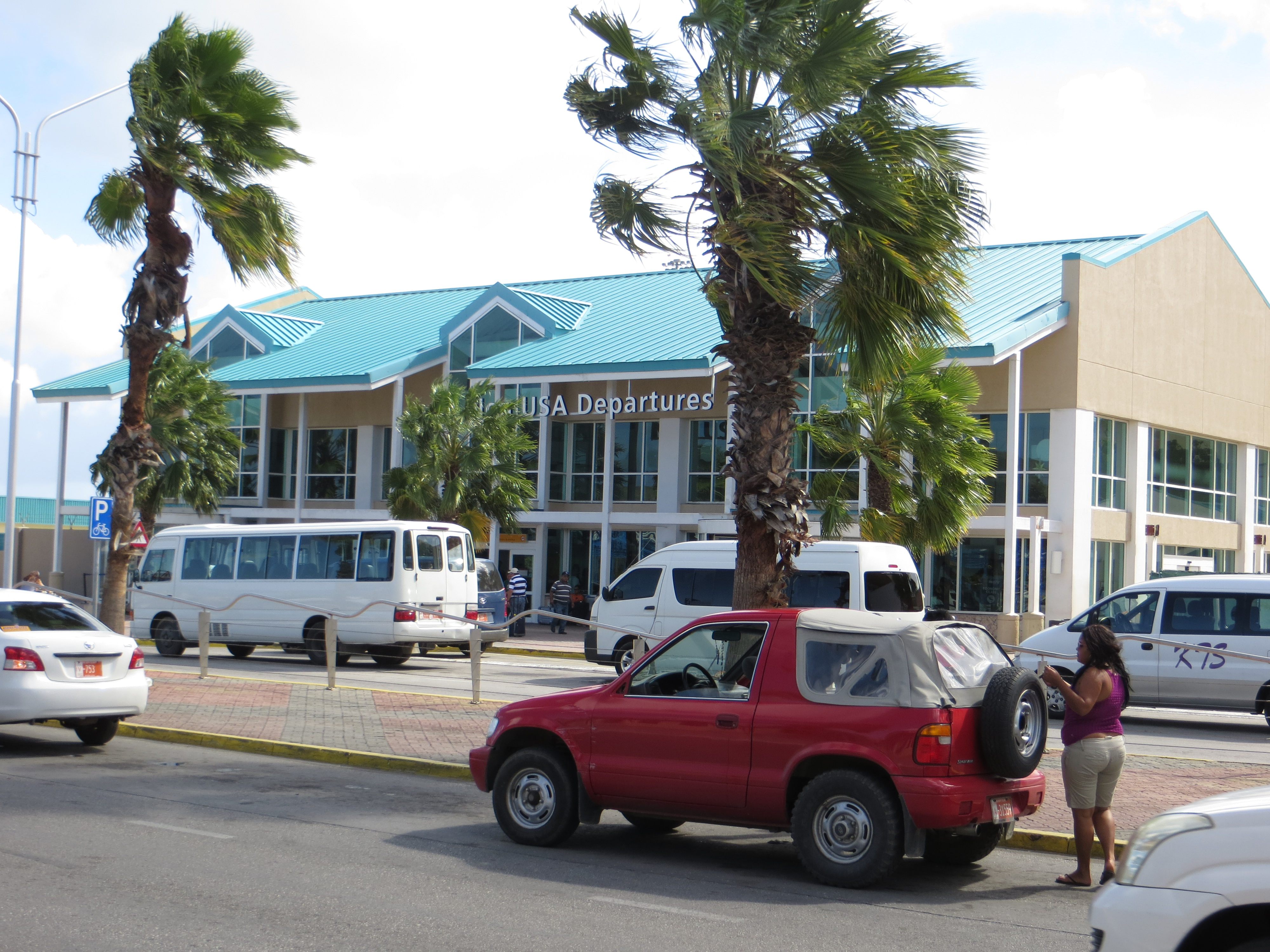
The non-USA departures building

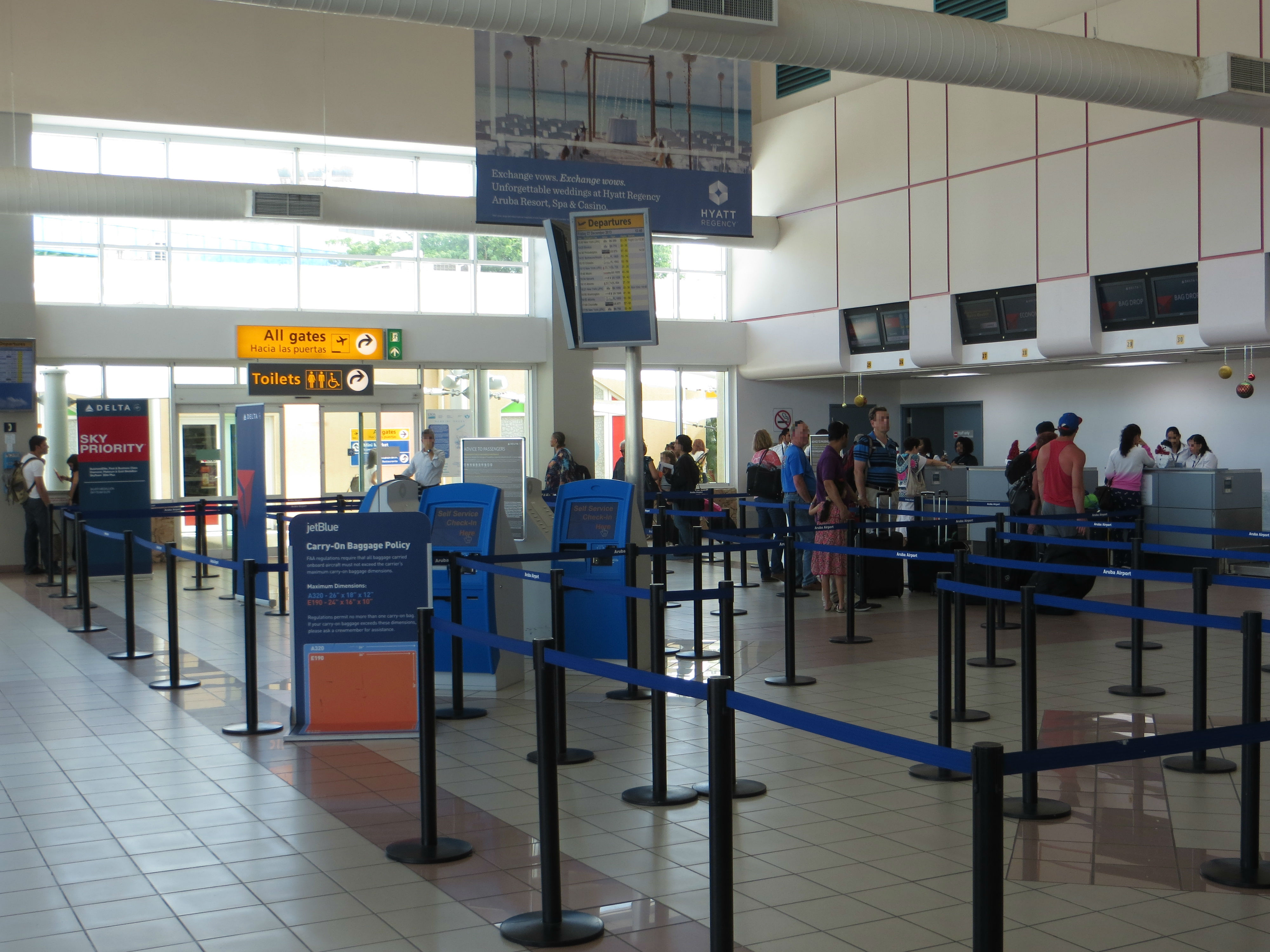
Delta Airlines ticketing counters

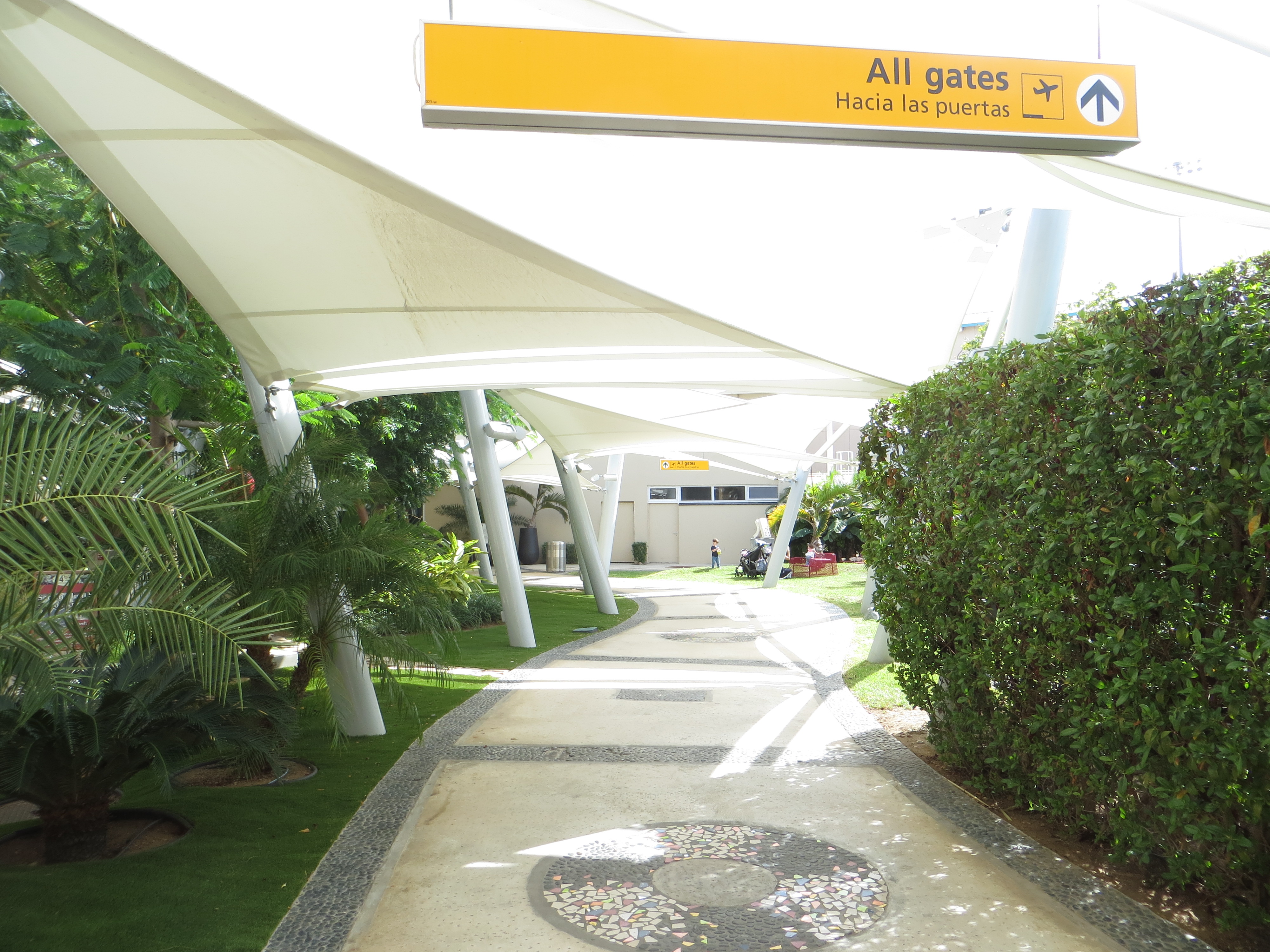
Walkway to security and US pre-clearance facilities

### مسافری
| شرکت‌های هواپیمایی                | مقصدهای پروازی |
| -------------------------------- | --- |
| ایر کانادا                       | پیرسون تورنتو |
| Albatros Airlines                | خوزفا کامخو فصلی: خاسینتو لارا، لا چینیتا، دل کریبی سانتیاگو «مارینو»                                                        |
| امریکن ایرلاینز                  | شارلوت داگلاس، میامی، فیلادلفیا                                                                                              |
| آروبا ایرلاینز                   | لا چینیتا، میامی، آرتورو میچلنا                                                                                              |
| Aserca Airlines                  | سیمون بولیوار، آرتورو میچلنا                                                                                                 |
| اویانکا                          | ال دورادو |
| اویور ایرلاینز                   | آرتورو میچلنا |
| کوپا ایرلاینز                    | توکومن |
| دلتا ایرلاینز                    | هارتسفیلد-جکسون آتلانتا، جان اف کندی فصلی: مینیاپولیس−سنت پل (آغاز از ۲۳ دسامبر ۲۰۱۷)                                        |
| Insel Air                        | هاتو |
| جت‌بلو                            | لوگان، فورت لادردیل–هالیوود، جان اف کندی                                                                                     |
| کاال‌ام                           | اسخیپول آمستردام1 |
| لان کلمبیا                       | ال دورادو |
| LASER Airlines                   | سیمون بولیوار، لا چینیتا، آرتورو میچلنا                                                                                      |
| پاوا دومینیکانا                  | لا امریکاس2 |
| ساوت‌وست ایرلاینز                 | ثرگود مارشال بالتیمور واشینگتن، فورت لادردیل–هالیوود (آغاز از ۸ مارس ۲۰۱۸), ویلیام پی. هابی، اورلاندو (پایان در ۷ مارس ۲۰۱۸) |
| Spirit Airlines                  | فورت لادردیل–هالیوود |
| Sun Country Airlines             | فصلی: مینیاپولیس−سنت پل (آغاز از ۲۳ دسامبر ۲۰۱۷)                                                                             |
| سان‌وینگ ایرلاینز                 | پیرسون تورنتو فصلی: مونترآل-پییر الیوت ترودو                                                                                 |
| سورینام ایرویز                   | میامی، یوهان ادالف پنگل فصلی: اورلندو سنفورد                                                                                 |
| Thomas Cook Airlines Scandinavia | چارتر فصلی: استکهلم-آرلاندا                                                                                                  |
| Thomson Airways                  | فصلی: گاتویک، منچستر |
| تی‌یوآی ایرلاینز نیدرلندز         | اسخیپول آمستردام3 |
| یونایتد ایرلاینز                 | اوهر شیکاگو، جرج بوش، لیبرتی نیوآرک فصلی: دالس واشینگتن                                                                      |
| Venezolana                       | لا چینیتا |
| وست جت                           | پیرسون تورنتو |
| Wingo                            | ال دورادو |

Notes
- ^  کاال‌ام's flights operate to and from Bonaire on selected days. However, the airline does not have fifth freedom rights to transport passengers solely between Aruba and Bonaire.
- ^  پاوا دومینیکانا's flights operate to and from Curacao. However, the airline does not have fifth freedom rights to transport passengers solely between Aruba and Curacao.
- ^  تی‌یوآی ایرلاینز نیدرلندز's flights operate between Aruba, Bonaire and Curacao on selected days. However, the airline does not have fifth freedom rights to transport passengers solely between Aruba, Bonaire and Curacao.

### باری
| شرکت‌های هواپیمایی           | مقصدهای پروازی                   |
| --------------------------- | -------------------------------- |
| Ameriflight                 | رافائل هرناندز، لوئیز مونز مارین |
| Amerijet International      | میامی، سیباو، لا امریکاس         |
| DHL Aero Expreso            | توکومن                           |
| Líneas Aéreas Suramericanas | ال دورادو                        |
| پاوا دومینیکانا             | لا امریکاس                       |